# Formación Cedar Mountain

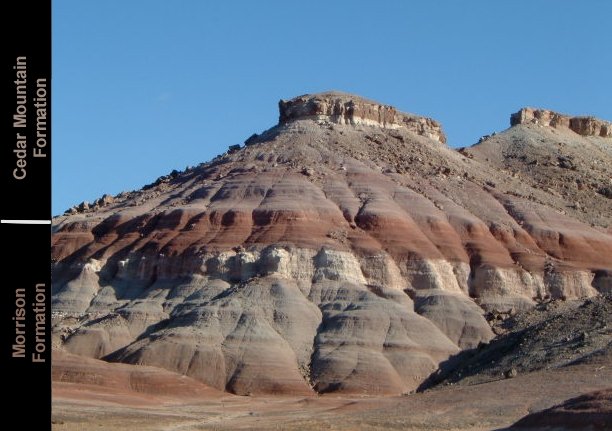
Exposición típica de la Formación Cedar Mountain superpuesta a la Formación Morrison, al sur del Río Green en Utah.

La Formación Cedar Mountain (en español ‘Montaña de cedro’) es una formación geológica en el este de Utah.
El nombre fue dado para la montaña norte del Condado de Emery (Utah), donde William Lee Stokes estudió por primera vez en las exposiciones en 1944.
La Formación Cedar Mountain está dividido en miembros como el Yellow cat, el miembro Mussentuchit,el Rancho Rubi y el Poison Strip.

## Descubrimientos
Se encontraron muchos vertebrados en la Formación Cedar Mountain, de los cuales son dinosaurios, mamíferos, anfibios, tortugas, peces, etc.

### Dinosauria

#### Teropoda
- Utahraptor
- Siats
- Cf Acrocanthosaurus sp
- Deinonychus sp
- Falcarius
- Martharaptor
- Nedcolbertia
- Geminiraptor
- Cf Richardoestesia
- Yurgovuchia
- Moros

#### Ornithopoda
- Eolambia
- Tenontosaurus sp
- Iguanodon
- Zephyrosaurus cf sp
- Cedrorestes
- Hippodraco
- Iguanacolossus
- Planicoxa

#### Ankylosauria
- Animantarx
- Gastonia
- Cedarpelta
- Peloroplites

#### Sauropodos
- Cedarosaurus
- Moabosaurus
- Venenosaurus
- Brontomerus
- Abydosaurus

#### Anfibios
- Albanerpeton cf

#### Peces óseos
- Ceratodus
- Semionotus? sp

#### Peces cartilaginosos
- Hybodus sp
- Polyacrodus
- Lissodus spp
- Ischyrhiza sp
- Pseudohypolophus sp
- Cf Baibisha sp
- Cretorectolobus sp

#### Mamíferos
- Ameribaatar
- Astroconodon
- Bryceomys
- Cedaromys
- Corviconodon
- Dakotadens
- Janumys
- Jugulator
- Kokopellia
- Paracimexomys
- Spalacolestes
- Spalacotheridium

#### Pterosauria
- Pterosaur. indet

#### Crurotarsos
- Cf Bernissartia sp
- Dakotasuchus

#### Lepidosaurios
- Toxolophosaurus sp
- Harmodontosaurus
- Dimekodontosaurus
- Dicothodon
- Bothriagenys
- Pseudosaurillus sp
- Primaderma
- Coniophis sp

#### Tortugas
- Naomichelys sp